# Güneşin Kızları
Güneşin Kızları ist eine türkische Jugend- und Familiendrama-Fernsehserie, die erstmals am 18. Juni 2015 auf Kanal D ausgestrahlt wurde.

## Inhalt
Im Mittelpunkt steht Güneş, eine 35-jährige Literaturlehrerin aus Izmir, die mit ihren drei Töchtern Nazlı, Selin und Peri ein bescheidenes Leben führt. Ihr Leben ändert sich drastisch, als sie dem wohlhabenden Geschäftsmann Haluk Mertoğlu begegnet, der ihr einen Heiratsantrag macht und die Familie nach Istanbul bringt.
Während Güneş versucht, sich in ihrer neuen Rolle zurechtzufinden, müssen ihre Töchter sich an ein Leben im Luxus, neue Schulen und ungewohnte Familienstrukturen gewöhnen. Besonders Nazlı, die älteste Tochter, steht Haluk und seinem Sohn Ali skeptisch gegenüber. Im Verlauf der Serie kommen dunkle Geheimnisse über Haluks Vergangenheit ans Licht.

## Produktion
Die Serie wurde von Süreç Film produziert, unter der Regie von Sadullah Celen und mit einem Drehbuch von Güneş Hayat. Die Dreharbeiten fanden in Izmir und im Stadtteil Kanlıca statt.
In der Hauptrolle spielen Emre Kınay, Evrim Alasya, Tolga Sarıtaş, Burcu Özberk, Hande Erçel, Miray Akay und Berk Atan. Sie besteht aus 39 Episoden in einer Staffel und endete am 19. März 2016.